# Угленцево
Угле́нцево (рос. Угленцево) — присілок у складі Грязовецького району Вологодської області, Росія. Входить до складу Перцевського сільського поселення.

## Населення
Населення — 25 осіб (2010; 28 у 2002).
Національний склад (станом на 2002 рік):
- росіяни — 100 %